# YouTube Symphony Orchestra
Le YouTube Symphony Orchestra est un orchestre aux auditions ouvertes, soutenu par YouTube, l'Orchestre symphonique de Londres et plusieurs autres partenaires mondiaux. Lancé le 1er décembre 2008, il est le tout premier orchestre collaboratif online.

## 2009
L'appel à candidature a été lancé le 28 janvier 2009. Les musiciens souhaitant passer une audition avaient à poster une vidéo d'eux-mêmes interprétant le Internet Symphony No. 1, composé par Tan Dun, accompagnée d'une seconde vidéo présentant leurs capacités en interprétant un morceau prédéfini pour l'audition de YouTube. Les musiciens de toutes cultures ont été encouragés à passer cette audition, car même si un instrument particulier n'était pas notifié dans les partitions originales, ces musiciens exotiques était tout simplement autorisés à jouer une partie de la même tessiture que leur instrument. Les juges sélectionnèrent les finalistes et les suppléants du 29 au 13 février 2009, et les finalistes ont été choisis par vote de la communauté YouTube du 14 au 22 février 2009.
Les gagnants ont été annoncés le 2 mars et ont été invités à se rendre à New York pour avril 2009, afin de participer au sommet du YouTube Symphony Orchestra, et de jouer au Carnegie Hall sous la direction de Michael Tilson Thomas. À compter de la date du concert, 15 millions de spectateurs avaient regardé les auditions sur YouTube. Le concert mit en exergue une série de courtes pièces qui avaient été répétées depuis plusieurs jours, avec la participation des solistes invités Joshua Roman, Gil Shaham, Measha Brueggergosman, Yuja Wang, ainsi que le compositeur classique/électronique Mason Bates. Trois enfants ont été encadrés pour l'occasion par le pianiste Lang Lang et ils jouèrent à six mains un arrangement de la valse de Rachmaninoff.

## 2011
Le 12 octobre 2010 a été postée sur la chaîne du YouTube Symphony Orchestra une vidéo annonçant qu'ils avaient l'intention de réitérer cette expérience, cette fois-ci à l'Opéra de Sydney le 20 mars 2011. Michael Tilson Thomas va à nouveau diriger l'orchestre, et a demandé à Mason Bates d'écrire un nouveau morceau, intitulé Mothership, dans lequel les interprètes seront invités à improviser avec l'orchestre, tout cela diffusé en live ou via une liaison terre-satellite. Une vidéo de l'Orchestre symphonique de Londres effectuant le Mothership a été postée sur YouTube le 11 octobre 2010.
Le concert a également présenté le Caro bel idol Mio de Mozart, interprété par Renée Fleming et le Sydney Children's Choir.
Comme la dernière fois, les participants ont à nouveau été invités à s'enregistrer sur leur propre instrument. Cependant, puisque la pièce comporte des moments d'improvisation, il leur avait également été demandé d'envoyer un clip les présentant en train d'improviser. Les candidatures s'arrêtèrent le 28 novembre 2010.
Le spectacle a été diffusé en direct le dimanche 20 mars 2011 à 20h, heure de Sydney, avec des retransmissions tout au long de la journée, pour chaque fuseau horaire. Le concert complet a été téléversé sur YouTube à la fin du mois de mars 2011 et peut maintenant être visionné sur la chaîne symphony. Ce fut le concert musical le plus regardé en live sur Internet ("the most-watched live music concert on the Internet"), et le plus fréquemment visionné dans l'histoire du site de partage de vidéos ("the most frequently viewed concert in the history of the video-sharing website").

## Réception
En date du 20 mars 2011, le concert en live était le 21e événement le plus regardé dans le canal musiciens de YouTube, Le direct du Grand Final du concert à l'Opéra de Sydney a été le plus grand flux en direct jamais fait sur YouTube, réunissant 30,7 millions d'ordinateurs et encore 2,8 millions d'appareils mobiles en plus. L'ancien principal direct sur YouTube était celui du groupe de musique U2. 